# 野望円舞曲
『野望円舞曲』（やぼうえんぶきょく）は、田中芳樹（原案）、荻野目悠樹（著）による日本のライトノベル。イラストは久織ちまきが担当している。徳間デュアル文庫（徳間書店）より2000年8月から2010年12月まで刊行された。

## あらすじ
人類は〈宙峡〉という各星域間のネットワークを発見後、地球という銀河の辺境の星から宙峡（ブリッジ）を使い、宇宙各地へと進出、居住可能惑星に移民を実施し、人の住む世界を拡大させていった。
拡大期のなかでも人類の生存圏としたのは、オリオン腕というひとつの銀河にすぎなかった。
大きな契機となったのが、〈嘆きの宙峡〉の発見である。その超長距離〈宙峡〉によって、人類は銀河のあいだの深宇宙を渡って、もうひとつの銀河への航行が可能となった。広大な文明圏を築きあげ、宇宙で繁栄を謳歌した人類であったが…。

## 登場人物・国家・勢力
主な登場人物と各国の主だった人物を除き、姓名の五十音順で記述。

### 主な登場人物
エレオノーラ・ファルネーゼ
商業国家オルヴィエートの国家元首（ドゥーチェ）レオポルド・ファルネーゼの一人娘で、上に異母兄が三人いる。三人の内、長兄フィリッポと次兄カルロには幼少期より暴力など威圧的態度を振るわれ、兄弟の中で唯一優しい三兄ジェラルドには多少なりとも気を許せる。実母であるアンナ・ファルネーゼはすでに他界している。
レオノーラが唯一心を許せるのはベアトリーチェ・ロッセリにのみで、父や兄弟などの他者に対しては自制心を働かせ、儚げで反論する勇気もなく、己の運命を受け入れる寂しげな雰囲気を演じ、決して己の本性を見せないようにしている。
オルヴィエートの行政府庁舎であるドゥカーレ宮に隣接するオルヴィエート国立美術館での仕事を担い、ファルネーゼ家の家宝である〈銀河の涙〉などの希少な物質を期間限定で公開するために美術館との折衝をおこなっていたが、父であり国家元首（ドゥーチェ）であるレオポルドから、オルヴィエートを支える名門豪商のひとつ、マリオーネ家の令息ジーノとの結婚（政略結婚）を言い渡される。しかし、結婚式当日にハネムーンに向かうはずだった船が爆発し、乗船していたジーノは爆死してしまう。
ベアトリーチェ・ロッセリ
エレオノーラの侍女にして、幼少の頃からの盟友。年齢はエレオノーラのひとつ年上。下級市民（ミヌート）出身で、宇宙港の清掃員を勤める父をもつ六人家族の長女。下に三人の幼い弟と妹がおり世話をしていた。
八歳のある日、母親によって最高評議会（セナート）に席をもつ三十六家の名門のひとつ、ファルネーゼ家に食いぶちを減らすためにエレオノーラの世話係の侍女としてともに暮らすこととなる。はじめは両親に売られたと思っていたが、ベアトリーチェの母は数々の名門豪商の家で家政婦として勤めており、知己であるエレオノーラのメイド頭が同年代の少女を塞ぎこみがちな令嬢のために探していたことから、自分の娘を立候補させていたことを知る。それは、いまのままの下級市民であれば食うにも困る生活であったが、名門豪商の令嬢の侍女ともなれば、温かな食事と勉学に困らないという、娘を思うが故の行為であった。
ジェラルド・ファルネーゼ
ファルネーゼ家の三男でエレオノーラの兄。
名目上はオルヴィエートの防衛艦隊司令長官（ポデスタ）。階級は大佐。防衛艦隊は平時は存在しない艦隊であり、国家元首かつ名門豪商の令息に与えられた軍の閑職に就いている。またオルヴィエート随一の高級ホテル「黒い鷲」（アクイラネーラ）のオーナーである。
軍事大国であるボスポラス帝国の名将ぞろいである大提督相手にも勝利せしめた知将。
アルフォンソ・アリオスト
ジェラルドの忠実なる武装家臣（ポリエーレ）。階級は大尉。かけている眼鏡は伊達眼鏡。
ヘンリエッタ
〈プレ・ブロティアン協定〉により人類社会から”禁断の技術”として抹消された”思考体”の生き残り。ジェラルドに助言をする。
コンラット・ナオキス
ボスオラス軍特殊工作部隊中佐。ハッカー。アイスクリーム好きで特にチョコミントが好み。技術者として秀でてはいないが、ラスパラマス星侵攻、アスンシオン共和国の傀儡政権の樹立、ハシルメルでの軍事クーデターの扇動などボスポラス帝国の重要作戦に参加し、ケマル・エヴヂミクにも推挙される人材。
三流大学出身で貯金が無くなり、父親と喧嘩して勘当されていたため支援も求められず、そんなときに目に入った軍の徴募事務所の扉を叩いたという経歴をもつ。
バルシュ・ナギブ
ボスポラス軍特殊工作部隊中尉。射撃と暗殺術の名手。兄弟が九人おり食いぶちさえままならないため軍人になった。

### 商業国家オルヴィエート
現在、銀河のひとつであるオリオン腕ともうひとつの銀河であるペルセウス腕の二つの文明圏をつなぐ〈嘆きの宙峡〉を独占管理し、他7つの〈宙峡〉も管理し、他国との貿易により独占的な利益をあげる国家。天体を持たず、オルヴィエート本星と呼ばれる人工天体（セスティエーレ）には百万を超える人口を抱える。また人工天体は一個艦隊に対抗しうるほどの火力を装備し、〈宙峡〉までの通商路を警備するために、常に多数の軍艦により周辺宙域を哨戒している。最大の都はオルヴィエート・ヴェッキアで、最高評議会（セナート）が開かれる行政府（シニョリーア）庁舎である「ドゥカーレ宮」と呼ばれる宮殿がある。
他国の政治に関与しないことを国是とし、経済力と対外交渉によって軍事的中立を保つ。
オルヴィエート市民には階級があり、下級市民（ミヌート）と一般市民（グラッソ）、富裕市民の三階級に分けられる。下級市民には選挙権が与えられず、公共サービスも限定され、居住区も差別される。一般市民になるとそれらの差別は大幅に解消されるが、下級市民から昇格するには有力者の推薦状が必要となり、支配体制が確立されている。
レオポルト・ファルネーゼ
三十六人の評議員からなるオルヴィエート政府の国家元首（ドゥーチェ）。家庭をかえりみず、正妻や側妾のほかに大勢の愛人がおり、現在も「街角ごとに愛人の家がある」ありさま。そのため、息子たちとは疎遠である。
フィリッポ・ファルネーゼ
ファルネーゼ家の長男。国家元首である父を補佐する元首補佐官。レオポルドの正妻の唯一の子で無能ではないが威圧的で感情過多であり、理由にもならない些細なことで激昂することが多く、怒りだすと短慮になり殴られた部下は数えきれない。妻子にも暴力を振るい、恐れられている。母親は感情が不安定で、レオポルドの側妾たちやそれらが生んだ異母弟たちを憎み、フィリッポ自身も弟らを可愛いと思うことがなく、感情に任せ暴力を振るった。
カルロ・ファルネーゼ
ファルネーゼ家の次男。オルヴィエートの行政委員（コンスル）。母親はレオポルトの第二夫人。落ち着きがなく内心を隠すのが苦手ですぐに態度にあらわれる。他者に考えが読み取れるほど底が浅い人物。
ムスタファ・ケペル大提督によるオルヴィエート侵攻時に、ボスポラス側に内通するもジェラルドの手によりボスポラス軍が敗北したため逃亡、ボスポラス帝国へと事実上亡命する。

#### 名門豪商関係者
ゴトフリート・アンブロージオ
最高評議会（セナート）に席をもつ三十六家のなかでも屈指の豪商であり、前の国家元首。現在は引退して息子に席を譲っているが、評議会や行政府に多大な影響力をいまだ有し、またファルネーゼ家以上の遺産をもつ。年齢は公称では百三十五歳を越え、〈プレ・ブロティアン協定〉を破り人類社会で禁断とされている技術を使って生き延びているという噂もあり、その噂では三百歳を越えているとされる。
アンブロージオ家の傘下には巨大な軍需産業を抱えている。
ファーゴ・カルボーニ
先代ゴトフリートの後継者で公式上は長男。年齢は八十歳以上だが医学により皺もなく引き締まった体躯をしている。最高評議会（セナート）に席をもつ評議員であるが、自分の意思はなく老怪ゴトフリートの傀儡である。
エリンコ・カルボーニ
最高評議会（セナート）に席をもつ評議員。軍事産業系の名門豪商で、レオポルトをこころよく思っていない。
アニェーゼ・アントレーブ・ファルネーゼ
エレオノーラの祖母。
アンナ・ファルネーゼ
レオポルドの側妾でエレオノーラの実母。病没。命日は五月十三日。
カミッラ・ファルネーゼ
レオポルドの正妻でフィリッポの母。情緒不安定。
パルミーロ・ファルネーゼ
ファルネーゼ家の開祖。ファルネーゼ家の家宝である〈銀河の涙〉を入手した人物。
エリザベッタ・マリオーネ
マリオーネ家の当主の妻でマッシモ、ジーノの母親。夫妻そろって恰幅がよく目立つ。ジーノの爆死後エレオノーラの命を狙う。
ジーノ・マリオーネ
マリオーネ家の次男でエレオノーラの婚約者。ジェラルド曰く「外見だけのドラ息子」。
フランシスコ・マリオーネ
金融系名門豪商のひとつ、マリオーネ家の当主。最高評議会に席をもつ。夫妻そろって恰幅がよく、目立つ。
マッシモ・マリオーネ
マリオーネ家の長男。弟ジーノの婚約を素直に喜んでいた。
パウロ・モンタネーリ
最高評議会（セナート）に席をもつ最年少の評議員。最年少といっても四十八歳。
ジョルジュ・ラマルファ
最高評議会（セナート）に席をもつ最年長の評議員。現国家元首の選出をめぐりその座をレオポルトと争った人物。孫娘はファルネーゼ家の長男フィリッポの妻であるが、ファルネーゼ家は政敵でもあり、あくまで形だけの姻戚関係である。

#### 政府・治安関係者
オルランド
〈宙峡〉管制センターの最高責任者。職務に厳格な人物で、スキンヘッドでいかつい外見をしている。
アブリアーノ・カロッツェリア
第七〈宙峡〉のオルヴィエート側管制要塞の指揮官のひとり。妻と五歳の娘がいる。胃の痛みが悩み。
ファブリツィオ・ラ・ガーラ
オルヴィエートの行政委員（コンスル）で彼の家の紋章に蛇があつらえられていることから"毒蛇"と評される。また、他国との交渉における姿勢から冷徹な官吏としても名を馳せている。マリオーネ家の推挙により下級市民（ミヌート）から一般市民（グラッソ）に昇格を果たす。マリオーネ家のほか、多くの名門豪商（カーセ・グランデ）と黒い関係持っている。
チェリカ
ファルネーゼ家の武装家臣で中年の軍人、階級は中尉。行方不明となったフォンタナ艦長の代わりに急遽元首専用艦〈ラオコーン〉の艦長に任命される。
トロメイ
大尉。長身で面長で彫りが深く精悍な顔立ち。ムスタファ・ケペル大提督侵攻時、防衛艦隊の参謀を務める。アスンシオンへの親善艦隊にも参加している。
ヴァッサロ
国防軍総司令官。階級は少将。防衛艦隊司令長官（ポデスタ）であるジェラルドの上官。オルヴィエート軍の数少ない実戦経験者の一人で軍唯一の将官。ジェラルドが防衛艦隊司令長官から更迭されボスポラス帝国の大使として赴任してからは、総司令官と防衛艦隊司令長官を兼任している。
フォンタナ
ムスタファ・ケペル大提督のオルヴィエート侵攻時、元首専用艦〈ラオコーン〉の艦長。初老の軍人で階級は少佐。ファルネーゼ家の武装家臣（ポリエーレ）である。かつては地球政府軍に所属し、宇宙の各所のいくつもの局地戦に参加した歴戦の猛者、という話。亡命船団に味方する。
ブラマンテ
国防軍大佐。ムスタファ・ケペル大提督のオルヴィエート侵攻時、軍令部長代理兼人工天体（セスティエーレ）の要塞指揮官。
パルマーラ
"通貨危機"後に行政委員（コンスル）になった人物。経済対策担当。下級市民の窮状を救うべく長らくボランティア活動をしてきた市民運動家。弁護士資格を持つ。名門豪商など旧体制に対する強い反感をもっているが、エレオノーラと面談を重ね、行政委員になることを決意する。
ピノッティ
"通貨危機"後に行政委員（コンスル）になった人物。下級市民出身で外国籍の銀行でキャリアを積んだ叩き上げで、投資に留まらぬ広い視野と能力をもつ。
プレカディオ
"通貨危機"後にオルヴィエート軍の総司令官に抜擢された人物。階級は大佐。下級市民出身で防衛艦隊司令長官（ポデスタ）ジェラルドの麾下で実戦を経験。軍では改革派に属し、保守主義が横行する軍では長年閑職にいた。司令官抜擢後は、短期間で軍の旧態依存を改革した。
ラッチ
下級市民出身の治安局小隊長で勤続二十五年のベテラン。下級市民による暴動時に暴動鎮圧に出動し、寝返った最下級の治安局隊員に暴行される。

#### 市民
ルチオ・インザーキ
ベアトリーチェの幼馴染。下級市民でも特に貧しい区画出身で、後に家族とともにハシルメル公国へ移住。幼少期は気弱でいつも泣いている子供で、いじめっ子からベアトリーチェに何度も助けられているが、現在は数々の修羅場をくぐり抜けてきたためか若々しさはない。利益を独占する特権階級者に対してオルヴィエート開闢以来の下級市民による暴動を実施する。
マルゲリータ・カステラーノ
女優。ジェラルドが入り浸りそうな愛人のひとり。ファルネーゼ家の次兄カルロが彼女に懸想し一夜のパーティに誘ったが、同席していたジェラルドを彼女が気に入り、その夜のうちにジェラルドの寝台で下着を脱ぐ。
ボーネ・デステ
赤毛の長い髪の一般市民階級の女性。四半世紀ぶりの防衛艦隊結成時に、ジェラルドがしけこんでいた女性。
イレーネ・トラッパーニ
〈半人半魚（トリトーネ）保険組合〉と呼ばれる宇宙最大の保険市場を代々仕切っているトラッパーニ家の現女主人。名門豪商（カーセ・グランデ）に名は連ねていないが、隠然たる影響力を政財界にもち、たとえ有力者でも下手に手を出せない御仁。
フランチェスコ・トラッパーニ
〈半人半魚（トリトーネ）保険組合〉の現女主人イレーネの孫。淑女が好感を抱くであろう青年でアルフォンソ曰く「ジェラルド様にも負けない貴公子」。彼自身はジェラルド暗殺を企てるほどの恨みをもつ。
ロジーナ・レオーネ
ファッションモデル。ジェラルドが入り浸りそうな愛人のひとり。
ロッセリ
ベアトリーチェの父親。オルヴィエート宇宙港の清掃員を三十年間勤めている下級市民。
トゥリオ・ロッセリ
四人姉兄の末子。宇宙港にあるレストランで下働きをしている。

### 軍事国家ボスポラス
オリオン腕のほぼ中央に位置するスミルナ星系の第三惑星アナトリアを首星とする。合理的主義者であるケマル・エヴヂミクが大宰相として君臨する。軍事独裁国家でありながら言論の規制されておらず、軍事政権の支持率は八十パーセントを超える。また社会保障制度もかなりの充実ぶりで銀河でも一、二を争う福祉国家ともいえる。治安もよく、女性が夜ひとりで外出しても問題がないという。
銀河腕のひとつであるオリオン腕の三分の二近くを掌中に収め、〈星連〉の本部が置かれた地球も現在支配しているが、これら占領された国家は官僚・貴族による政治の腐敗が進んでいた国で、国民の高い支持率があり政治・社会が安定した国家には手を出していない。
ケマル・エヴヂミク
軍事国家「ボスポラス」の指導者にして大宰相。居城である宮殿（サンテ）は「崇高門（バーブ・アリー）」と呼称される。孤独を好み周囲に人を置かず、また会話も必要最小限のこと以外は口にしない。合理的主義者で能力主義者。
もともと王政を敷いていた帝国は貴族たちなどの特権階級による利権の独占と腐敗により、国力が衰退していた。時の皇帝がケマル・エヴヂミクを改革担当に抜擢したことによりカリスマ性を発揮し、改革の嵐を国家規模で巻き起こし、軍部を味方につけ、軍事クーデターにより政権を奪取、利権にしがみつく官僚と貴族階級を崩壊させた。
スレイマグノル
大宰相の首席武装護衛官（セグバン・ジエデイート）で秘書官。「大宰相の小姓」などと陰口を叩かれている。
ゴトフリート・アンブロージオ
〈思考体〉。立体映像では少年。人類社会との交流を絶った"船団"とは一線を画する一派で、積極的に人類社会に関与しようと目論む。大宰相との同盟を締結し、一派の外交全権大使。

#### 大提督
大提督（カプタン・パシャ）と称号される軍部の重鎮。18人が叙されており、そのうち4人は女性である。
エルマス・アクイェル
武闘派。
イワン・アヌシュ
アイシェ・アパク
ドーミアン・エルデム
ムスタファ・ケペル
旗艦は「メスウーディエ」。
褐色の肌と黒い短髪の小柄の男で軍人にみられないが、小役人から抜擢され出世した。出自柄か、権威を誇ることなく低い階級のものも対等に扱い、兵士には人気がある。反対に高級将校や生粋の軍人であった他の大提督たちには、成り上がり者として不興をかっている。大宰相のお気に入りである。二人の娘が自慢。
ソネル・ケリモール
バハル・シナン
シャーシ・ジラール
旗艦は「アティシュ・ラーレ」。
十数年前に滅亡したタウ王国の貴族出身の軍人で大提督のなかでももっとも高貴な血筋で彫の深い顔つき。母国の滅亡後は各国で傭兵を続けながら宇宙を流浪し、ボスポラスに流れ着いたところを能力主義者の大宰相に見出された。
エレファンティナでの会戦後、帝国の〈プレ・ブロティアン協定〉の改定宣言を歴史に残る愚挙だと考え、帝国支配下の教会関係者脱出を手助けした。
オルハン・シャシュ
ハカン・シュキル
大提督の第一席を占める。
浅黒い肌に黒い眼と割れた顎や角張ったえらが目立つ、野性味豊かな顔立ち。宇宙での戦いより地上戦を好む軍人というよりは武人。
エレファンティナ星域で〈宙峡〉の暴走の原因である〈思考体〉を実行犯に渡した人物。
ギュル・シュタルク
ナスレッディン・ショライ
ナーズム・ダヴァラ
アールズー・バシュトゥルク
女性大提督の一人で、そのなかで猛将と謳われる。旗艦は「犠牲祭（クルバン・バイラム）」。
長身で背まで伸ばした癖のない淡い色の髪が特徴的。鍛え抜かれた四肢であるが、軍服に隠された大きな胸と深紅の唇が大人の色香を醸し、女性らしさも失っていない。エレファンティナ星域で会戦でケペル大提督を総司令官にローレンシア条約機構軍と対峙している最中、客員提督としてケペルの旗艦に乗艦していたジェラルドと一夜を共にしている。また同会戦において増援艦隊を遊撃艦隊とする案を提示し、臨時遊撃艦隊の司令官にジェラルドを推挙している。酒でまわりに迷惑をかけてばかりだという。
ミーマール・ヒクメット
ボスポラス帝国の正規軍出身の武闘派。
ガーリップ・ベロゾール
ヤームル・ユンサル
女性大提督の一人。ボスポラス人らしい彫の深い顔に、深い色の瞳をもつ。
エスレフ・レイス

#### 軍関係者
ユルドゥライ・ギュネシュ
ナチュラル・ウェーブの黒髪で、戦場で失った左目を黒地の三角巾で隠した隻眼の軍人。ムスタファ・ケペル大提督配下の参謀。ローンセストン攻略時より、ケペル艦隊の副将を務める。
祖国はラブラドルで、ボスポラス帝国がラブラドルへ侵攻してきた際に、腐敗した祖国を捨てケペルに投降した。闘将的な陸戦指揮能力と冷静な情報分析能力、政治力を併せ持つことからケペルの幕僚に位置づけられる。前線勤務時は情報及び作戦立案担当として、本国での勤務時はケペルの代理人として政治方面の活動をおこなっている。
ラガルド・ジラール
大提督シャーシ・ジラールの伯父。ジラールよりも年長で老齢。タウ王国崩壊のときからの古参でジラール艦隊の分艦隊指揮官を務め、艦隊再編成時に参謀として旗艦に復帰する。
ラブタル・ジラール
大提督シャーシ・ジラールの甥にあたる青年で作戦参謀。宇宙の流浪時代からの腹心。深宇宙遠征時から艦隊の副将となる。
ナイム・ダバラ
エレファンティナ‐ラブラドル〈宙峡〉の管制要塞司令官。エレオノーラがエレファンティナ星域で行方不明中の客船「イル・サント」を打診したときに対応した、黒髪をオールバックに伊達眼鏡をかけた顔に真面目と書いてある堅物。
ウミト・オザラン
ボスポラス軍中佐。軍研究所で〈失われた技術〉の研究開発を続けていた技術将校で、大宰相の命によりシドンに派遣された技術チーム派遣部隊の責任者。
グロリア・ラングレット
ボスポラス軍所属特殊工作員。軍にもオルヴィエートの国家元首（ドゥーチェ）レオポルトにも情報を渡している二重スパイ。

#### 市民
ジーミク
オルヴィエート星域を航行していたボスポラス船籍の船団長。

### アスンシオン
オルヴィエートの第七〈宙峡〉を隔てて隣の星域にあり友好条約を結んでいる共和国。首星はアスンシオン太陽系の第四惑星テルスケーリング。首都はテクセル。かつては大統領制を敷き民主国家として普通選挙が施行され、また自動車工業など先進的な工業を主力産業により大国意識があったが、現在はボスポラス帝国の遠隔操作により、国家執政官を最高責任者に傀儡政権が政権を握り、地下ではアドリアナ・セルベッジアという素性がいっさい謎に包まれたままの女性指導者による反ボスポラス運動が活発化しており、情勢が不安定となっている。
アスンシオン太陽系の第五惑星〈フィド〉は鉱物資源の宝庫であり、〈宙峡〉通過システムになくてはならない不可欠な素材であり、軍艦建造にも使用される希少鉱物〈ルクレニウム〉の大鉱脈を有するが、実質ボスポラスが管理している。アドリアナ・セルベッジアによる内乱中に駐留ボスポラス軍により完全に占拠され、産出される希少鉱物の流通が滞り、アスンシオン経済は悪化している。
ブラッド・アイヴォリー
オルヴィエートへの外交使節団の随員。正式の身分はアスンシオン共和国外務省職員。
ウイルダース
第二次アスンシオン内乱の反体制勢力の指導者のひとり。現実をよく把握することができ、必要以上に理想にこだわらない。第二次内乱後、革命政府首班となり、ボスポラスとの衝突を防ぐために現実路線を模索している。
アドリアナ・セルベッジア
政府の抵抗勢力である反ボスポラス地下組織のリーダー。アスンシオン政府中枢にもその手を伸ばす。
グーリット家
アスンシオン財界の名家のひとつ。
シュマイケル
ボスポラス主導の傀儡政権を表面上大過なく運営しているアスンシオンの国家執政官。政府要職に就いている者さえアドリアナ・セルベッジアに籠絡されており、ボスポラスの駐留艦隊を背後に政権維持に汲々としている。レオポルトからは”裸の王様”と批評される。
セードルフ
オルヴィエートへの外交使節団特使。壮年で白髪頭。
アドリアナ・セルベッジアの企ての内乱によりアスンシオンで混乱が発生後、行方不明となったシュマイケル執政官の後釜として傀儡政権の執政官に就くも、第二次内乱時に反体制勢力に対抗するために軍資金をかき集め、保身のために市民を弾圧。しかし、ジェラルド艦隊の活躍によってアスンシオン正規軍艦隊とボスポラス駐留艦隊が倒されると、家族を捨てて姿を晦ませた。
チャルシュカン
ボスポラス駐留軍司令官。二十代で佐官となり、駐留軍の司令官であり、傀儡政権の首班をも見下す態度を示す。
ドイセンベルク
第二次アスンシオン内乱の反体制勢力の指導者のひとり。

### エレファンティナ
三本の〈宙峡〉がつながる小国。ひとつはオルヴィエートの第二〈宙峡〉とつながり、もうひとつはボスポラスの傀儡政権が運営するラブラドル共和国、残りの一本はローレンシア条約機構の中心国であるローンセストンとつながる。星域には二つの有人惑星が存在し、農業が主力産業。経済力と軍事力は低ランクである。首星である第四惑星エンスヘーデには三十億人が暮らすが、首都は人口二十万ほどで、地方都市にしか見えないといわれる。
モクタール
三十代の女性で、エレファンティナの首班。エレオノーラと外務長官の会談によりエレファンティナ星域における〈宙峡〉崩壊の危機を知る。
スラヴィン・ラディッチ
エレファンティナの惑星ネットワーク「ENN」本社勤務の報道ディレクター。ENN全株式の八十パーセントを買い占め、突如オーナーとなったエレオノーラに戸惑いつつも新オーナーの指示に従う。

### 協定守護協会
宇宙の各地に信者をもつ宗教団体。またの名を〈プレ・ブロティアン聖協会〉とも呼ばれ、かつて人類社会に脅威を与えた存在を排除し、二度と再生させないように結ばれた〈プレ・ブロティアン協定〉を遵守することを教義としている。協定の名の由来である技術者プレ・ブロティアンを聖人として崇め、表向きは無害な世俗的な組織を標榜しており、各国に対する布教と信者保護、慈善活動の目的で支部・協会が建造されている。しかし、利害が一致しないオルヴィエートには教会はなく、信者も少ない。
教皇
協定守護協会の最高権力者。ボスポラス帝国軍により捕縛される。
トーレス
秘蹟（サクラメントウム）と呼ばれる"力"をもつ祓魔師（イクソシスタ）。"目"で世界を視ることができる。風貌は陶器のような白い顔で彫像を思わせる容貌である。
マコーミック
ボスポラス帝国首星アナトリア協会支部長の聖職者で、シャーシ・ジラール大提督の手助けによって、ボスポラスの教会関係者をローンセストンに脱出させた。
ローディナル
枢機卿（カルディナリス）筆頭。装飾が多いゴーグルをつけている。

### シドン
アスンシオン共和国と〈宙峡〉を隔てて隣接し、首星以外には有人惑星を有さない。唯一の有人惑星である首星には大洋はなく、内海が複数散在し、陸地は砂漠と山岳地帯が大半を占める。ボスポラス帝国によって傀儡軍事政権が国を長く治めるが、国力は乏しく軍事力も矮小で鉱物資源にも恵まれていないが、アスンシオンを隔てた先には商業国家オルヴィエートと〈嘆きの宙域〉が存在するため、ボスポラスに支配されている。
イェルリカヤ
ボスポラス帝国シドン駐留軍の駐留艦隊司令官。階級は少佐。地上部隊救出のために作戦を指揮する。
エルログ
ボスポラス帝国シドン駐留軍の地上部隊指揮官。階級は少佐。
メネギーネ
労働組合の指導者。祖国の腐敗と政権の無能力により、シドン政府に対して暴動を起こすために武器を入手し、シドン事変へと発展させる。
ラシュディ
シドン大統領で傀儡政権首班。不況のなか、経済復興計画は無為無策で人々の怨嗟をかっている。

### 星連・地球政府
宇宙が統一されていた時代の意思決定機関。人類発祥の地である地球に本部があり、地球政府の元首が事務総長を兼ねた。軍事力の実力をもたず人類社会が分裂し、各星域が独立勢力となっている現在は名前のみの存在となり果てつつある。
ステファーノ・アンブロージオ
ヘブラス事件当時、随一の政治家にして資本家。人類の生存圏の拡大時期のなか〈星連〉という統一人類政府の衰退、諸星系の分離独立の展望を正確に予測していた人物。オルヴィエート政府を独立させた功労者。
グレック・クリストファーソン
現地球政府国家元首、〈星連〉の事務総長ブライアンの一人息子。才能が凡庸で、名目だけの閑職につけて遠ざけられていた。
ブライアン・クリストファーソン
現在の地球政府国家元首にして、星間国家協議機関〈星連〉の事務総長。地球星域のボスポラス帝国による占領にともない、一時は地下に身をひそめ、反ボスポラス運動を画策、現在の宇宙においてボスポラス帝国に対抗する一大勢力である、ローレンシア条約機構成立の立役者として内外に知られる。
バーベット・シルヴァーマン
ラムセスの内乱時、〈星連〉の事務総長。諸星系の自治独立の機運の高まりによって、権威を失いつつあった〈星連〉の失地回復のために、ラムセスの内乱に星連平和維持軍を介入させたものの、多くの市民の反感と度重なる作戦ミスによって大乱戦状態をつくりあげた。
トゥルビヨン
事務総長ブライアンのトップ・ブレーンである事務官。

### 船団
円筒形をしたいくつもの巨大宇宙船に万単位の人間が棲む独立船団。ふたつの星域を破滅させたラムセス事件以後、人類は〈プレ・ブロティアン協定〉という禁止令を発布し、〈思考体〉などの技術が忌避されたことにより、幾多の科学者と技術者が人類の犠牲となり、宇宙で生きる場を失うこととなった。そんな迫害された人々が生き残るために作り上げたのが、この船団国家であった。
〈宙峡〉による短縮航法によって、何億光年と離れている星域と星域を結んで生活をしているこの宇宙において、〈宙峡〉によって連結されている星域以外の宇宙は、利用されることなく、人類社会からうち捨てられる形となっており、この船団国家はそんな見捨てられた場所を隠れるように生活していた。
人間と〈思考体〉が分け隔てなく共存共生する国家で、〈プレ・ブロティアン協定〉が人類社会で結ばれて以降、鎖国状態となり三世紀半を深宇宙のかなたを漂っているが、資源を有さない宇宙空間での船団住民の自足は不可能であり、そのため、人類の生存圏ぎりぎりところで座標維持し、希少資源や情報などを人類社会から極秘裏に入手している。また、少ない資源と居住区を分かち合うために市民の約三分の二が施設で一回に五年間の冬眠状態に入っている。
宇宙を席捲する軍事国家ボスポラスの大宰相ケマル・エヴヂミクと、宇宙に混沌をもたらそうとしているアドリアナ・セルベッジアの出生地でもある。
クロード
〈思考体〉。立体映像では男性。船団よりジャラルド・ファルネーゼのもとに派遣されてきた、いわば対外交渉担当者。
コンドラチェフ
船団の参議会議長。
サビア
船団の参議会から世話役と派遣された女性。一人娘がいる。

### ハシルメル公国
オルヴィエートの友好国で第三〈宙峡〉とつながる公国。貿易額が特に大きく商業国家オルヴィエートのお得意様である。
ロマーリオ・コンセイソン
アスンシオンへ軍事介入した四ヶ国艦隊のひとつ、ハシルメル艦隊の司令官。階級は中将。

### パクルストン
ローンセストンと〈宙峡〉を隔てた隣国で軍事同盟を結んでいる。ローレンシア条約機構にも加盟しており、ローンセストン軍と肩を並べボスポラス帝国軍と戦う。

### ラブラドル
ボスポラス帝国によって傀儡政権が現在政権を握る。ラブラドルは短期間で政変がおこるため、王政と共和制時代が相互に交互する歴史を歩み、現状を誤認して「王国」、「共和国」と呼び間違える人が多い。現在の正式名称は「ラブラドル王国」。
ボスポラスの侵攻により腐敗した政治体制が一蹴され、元王族が現在の傀儡の国王として即位しているが、国民の大多数が自主自立の荒廃した社会体制よりは安定した平穏を享受できる傀儡政権の維持を望んでいる。
カイナク
エレファンティナ星域での会戦後のラブラドル駐留部隊責任者。かつてはハカン・シュキル大提督の幕下におり、ジェラルド暗殺における陰謀に関わる情報提供者。
ヨアンナ・セフェリス
〈協定守護協会〉ラブラドル王国支部の修道女で、支部協会では宣教師という役職に就いている。ヤノーシュにより〈協定守護協会〉の代表として、〈思考体〉検索システムと強制停止システムを持ち、エレファンティナにエレオノーラ、ベアトリーチェともに同行する。
ウセル・マンスズ
エレオノーラがラブラドルで臨時雇いした船長。ボスポラス人で、故国の自由貿易商社で働いていた経歴がある。
いかめしい人相で、髪を鋭角的に刈り込み、目つきが鋭くいかにも軍人らしい顔つきをしているが、軍人が嫌いで軍艦に乗ったこともない宇宙船乗り一筋。
ヤノーシュ
〈協定守護協会〉ラブラドル王国支部の責任者で司教。小柄な老人で医療行為を受けていないため、頭頂部は禿げあがり、顔も皺とシミだらけという年相応の人相をしている。エレオノーラ個人による協会への寄付への会見のなか、エレファンティナでのラムセス事件を再現しようとする動きを知り、〈プレ・ブロティアン協定〉の違反とラムセス事件再現の阻止に対する対応を求められる。

### ラムセス
銀河の辺境に"あった"星間国家。ヘブラス事件によって、重力特異点の消失により時間軸が歪み、他の宇宙へとつながる〈宙峡〉が空間崩壊し、人類社会と時間から隔離されてしまった国。永遠ともいえる”死”へのカウントダウンを刻み続けている。
キーファー・オブライエン
ラムセスの内乱時、ラムセス〈宙峡〉の管制職員。ヘブラス事件に巻き込まれる。

### ローレンシア条約機構
ボスポラスの軍事政権に対抗するために諸星域国家による軍事同盟。ローンセストンの名将ドナルド・オブライエンを指揮官に連合国軍を展開する。

### ローンセストン
ローレンシア条約機構発足の発起人。銀河でも指折りの士官学校をもつ。
ミリセント・エァルドレッド
女性将校で階級は大尉。ローンセストン軍に保護（正確には軟禁）されたエレオノーラの監視役。軍の事務畑を歩いてきているが、三十代そこそこで女性で大尉にまで昇りつめるほどの有能さをもつ。キーファ・オブライエンII世が士官学校を卒業し、任官したときの上官でもある。
多くの軍人を輩出する名門家系で、父親もローンセストンでは高名な軍人。その父親が進めた縁談の男性が軍令部に在籍する。
キーファー・オブライエンII世
ドナルド・オブライエン将軍の孫で士官学校時代、短期交換留学生制度によりオルヴィエートから来校していた士官候補生ジェラルドとの知遇を得る。 また、ジェラルド曰く「とにかく女にだらしがない奴」。
エレファンティナでのボスポラス帝国と連合国軍の会戦時の階級は大佐。船団遠征軍総司令官就任時の旗艦は百列艦の最新鋭艦「黒太子（ブラック・プリンス）」で、司令官就任に伴い階級も准将となる。
ドナルド・オブライエン
ローンセストン軍の将軍で歴戦の名将。ジェラルドがローンセストン士官学校の士官候補生時代の教員。
過去半世紀にわたり三回の星間戦争を通して六十以上もの戦場を経験、指揮官としても非凡で、無配の指揮官ではないが敗北時も味方の被害を最小限にとどめて撤退するなど幾度となく伝説的な武勲をあげている。
孫であるキーファー・オブライエンII世の遠征軍司令官就任時の旗艦は百列艦「獅子心王（ライオンハーティスト）」。
ネルソン
ドナルド・オブライエン将軍のもとにいる若き幕僚。階級は大尉。
ブキャナン
ローンセストン軍、エレファンティナ‐ローンセストン〈宙峡〉の官制要塞司令官。
マクブライド
ローンセストン軍の総参謀長でドナルド・オブライエンと長年苦楽を共にした。

## 戦役・出来事
本作では、年号や時間などの時系列が不明確なために、作品の流れ順に記述。

### オルヴィエート侵攻
商業国家オルヴィエートの八つの〈宙峡〉のうち第三、第五、第七〈宙峡〉がシステム・ダウンを起こし、それらの〈宙峡〉からボスポラス帝国のスムタファ・ケペル大提督率いる三個艦隊が亡命船団を追って、オルヴィエート宙域に不法侵入し、それに対しオルヴィエートは四半世紀ぶりに防衛艦隊を結成する。平時は閑職である防衛艦隊司令長官（ポデスタ）ジェラルド・ファルネーゼ大佐に迎撃命令が下るが、防衛艦隊の指揮はジェラルドではなく国防軍総司令官であるヴァッサロ少将が指揮することが決定していた。
オルヴィエートに災厄をもたらせた亡命船団に乗船していたのは、かつて宇宙を統一支配していた〈星連〉の現事務総長ブライアン・クリストファーソンの息子グレックであった。それを知らずに国家元首の命により、亡命船団を砲撃しようとした矢先、エレオノーラの機転により彼の身柄を確保する。ジェラルドはボスポラス帝国と交渉をおこなうために亡命船団を護衛しながら本星へと帰還の途につく。
最後通牒
ムスタファ・ケペル大提督率いるボスプラス帝国の三個艦隊は、オルヴィエート本星を包囲し封鎖作戦を実行した。商業国家であるオルヴィエートにとって星間貿易とは生命線であり、封鎖の長期化は国家の破綻を意味していた。
国家元首（ドゥーチェ）レオポルドは状況の打開をはかるためにグレック・クリストファーソンの身柄をボスポラス帝国に渡すよう宣言する。しかし、帝国軍の本当の目的は〈嘆きの宙域〉を奪取することにあり、ムスタファ・ケペル大提督は亡命船団の船とその乗組員全員の無条件引き渡しと、グレック・クリストファーソンの無条件引き渡しのほかに、オルヴィエート政府に対しオルヴィエート全軍のボスポラス軍の支配下入りや、宇宙港に以後ボスポラス艦隊を常駐させること、行政府内にボスポラス軍の特別委員会を設置することなど、事実上の占領通告を出す。レオポルドは、最高評議会にはかるための時間を得るためにムスタファ・ケペル大提督と交渉し、娘であるエレオノーラ・ファルネーゼを人質に出すことを通知する。
決戦
レオポルドはジェラルドとエレオノーラが乗艦するラオコーンに次男カルロを派遣する。これはエレオノーラが逃げ出すのを防ぐための監視であった。レオポルドの推測どおり、エレオノーラはベアトリーチェとともにラオコーンからの脱出をはかろうとしていたが、カルロとファルネーゼ家の武装家臣によって捕縛されてしまう。レオポルドはラオコーンとエレオノーラそしてボスポラス帝国の艦隊に対峙するであろう防衛艦隊の乗務員たちを犠牲にして、"新兵器"による自爆攻撃を敢行しようとしていた。ジェラルドは父の考えを察し、父レオポルドを説得しようとするも聞き入れることはなかった。しかし、この攻撃は内通者によりムスタファ・ケペル大提督に報告され、ボスポラス帝国将兵の知るところとなる。
ボスポラス帝国艦隊が動き、防衛艦隊は迎撃のために出動命令が再び下った。しかし、指揮官であるヴァッサロ少将が倒れ、ジェラルドが指揮することになる。
新兵器
オルヴィエートの研究所によって研究されていた"新兵器"は、カルロに捕縛されたエレオノーラとベアトリーチェとともに、ラオコーンで戦場に運ばれる手筈となっていた。事前に"新兵器"の存在を知ることとなった帝国軍は、ラオコーンより距離をとりジェラルドが率いる防衛艦隊と戦闘を繰り広げ、防衛艦隊を火砲の束で沈めていった。しかし、ジェラルドは"新兵器"をラオコーンには搭載せず、戦場となった軍事衛星軌道上に配置し、期を待っていたのであった。ジェラルドは国家元首（ドゥーチェ）への命令違反である賭けによって、戦場を巧みに誘導させ、"新兵器"により、ムスタファ・ケペル大提督指揮下の約一個艦隊が消滅し、その機を逃すまいとジェラルドが指揮する防衛艦隊が追い打ちをかけ、大勢は決することとなる。
ボスポラス帝国への内通者はファルネーゼ家の長男フィリッポと次男のカルロであった。ジェラルドの逆転劇により、内通したことがばれる前にとカルロは逃亡したがフィリッポはオルヴィエートに残った。父で国家元首（ドゥーチェ）レオポルドは、彼らが内通していたことを知っていたが、追及はしなかった。
ジェラルド・ファルネーゼ大佐は防衛艦隊司令長官（ポデスタ）として、ボスポラス帝国艦隊を撃退し、オルヴィエートの危機は去ったのである。

### 第一次アスンシオン動乱
ボスポラスの傀儡政権が国政を運営するアスンシオンでは、アドリアナ・セルベッジアという女性により地下組織による反体制運動が激化していた。アスンシオンからは親善大使の名目でアドリアナ・セルベッジアの手のものが各国に散らばり、アスンシオンへの軍事介入を求めた。
オルヴィエートでは最高評議会（セナート）が開かれ、オルヴィエートの軍備増強とアスンシオンへの軍事介入の決議がはかられた。軍事的中立を掲げる国家元首（ドゥーチェ）の根回しにより、決議は否決されるはずであったが、妻子をエレオノーラに殺されたと憤怒しているマリオーネ家の離反により、アスンシオンへの軍事介入が決定され、防衛司令長官（ポデスタ）指揮のもと半個艦隊が親善使節団の親善艦隊として派遣されることとなる。
親善使節団はジェラルド・ファルネーゼの推挙により長兄フィリッポを親善特使に、エレオノーラが親善使節団の随員として立候補し、アスンシオンへの旅路につく。
第七〈宙峡〉口での戦闘
ボスポラスも傀儡政権を現状するために十八人の大提督のひとり、シャーシ・ジラール大提督をアスンシオンに派遣し、アスンシオンとオルヴィエートがつながる第七〈宙峡〉のアスンシオン側で待ち伏せし、オルヴィエート艦隊を覆滅させようとする。全面は三倍の艦艇数を誇るジラール艦隊、後方は超重力の不安定宙域で挟まれたジェラルドは、〈宙峡〉の境界線すれすれを航行し、超重力の反発を利用し艦隊を超加速にさせ、ボスポラス艦隊に接近し衝突に恐れをなしたボスポラス艦隊の心理的圧迫を利用し、ボスポラス艦隊の隙間から自らの艦隊を脱出させることに成功する。
ハシルメル艦隊遭遇戦
アスンシオンの呼びかけにより派遣されていたハシルメル艦隊は、シャーシ・ジラール大提督率いるボスポラスの大艦隊に捕捉され砲戦状態に入った。艦隊数で劣るハシルメルの敗北は時間の問題であったが、ジェラルドが率いるオルヴィエート艦隊が救援に駆けつけ、加速状態で巨大な氷を群れをボスポラス艦隊にぶつけ、ハシルメル艦隊と自艦隊を戦場より脱出させた。
休戦交渉
アスンシオンの呼びかけによりオルヴィエートを含む四ヶ国艦隊が集結し、その艦艇数は一万隻にものぼりボスポラス艦隊を軽く凌駕していた。またアスンシオンの本星では、政府首班のシュマイケルはいずこかへ逃亡し、シュマイケルに捕縛されそうになっていたセードルフはエレオノーラにより身柄を確保されていた。せードルフによりアスンシオン政府は四ヶ国艦隊の援助を受け入れる旨を公表し、休戦協定を締結する運びとなった。しかし、休戦協定締結の最中、オルヴィエート艦隊旗艦「カセルタ」の戦闘システムに異常が発生し、ボスポラス帝国シャーシ・ジラール大提督旗艦の「アティシュ・ラーレ」に砲撃をくわえ、休戦協定と四カ国艦隊は霧散するのであった。
講和条約締結
休戦協定の決裂と四ヶ国艦隊の霧散後、ジェラルド率いるオルヴィエート艦隊とシャーシ・ジラール率いるボスポラス艦隊がにらみ合いを続け、アスンシオンの惑星上では内乱状態が悪化していた。そんななか、アスンシオンへのボスポラス帝国本国からの増援動員の報を受け、オルヴィエートの最高評議会（セナート）は紛糾することとなる。
国家元首（ドゥーチェ）は、埒のあかない評定に業を煮やし、独自の行動によりアスンシオンに滞在していたフィリッポ、ジェラルド、エレオノーラの三兄妹に旗艦命令を出し、ファルネーゼ家の資産と国家予算という大金を武器に第三国を通じて、ボスポラス帝国へ金融攻撃をかけた。軍拡路線をひた走るボスポラス帝国の矛盾点を巧みに突き、結果としてボスポラスを経済危機に起こすことに成功する。オルヴィエート政府はこの機を逃さず、第三国からの和平交渉の打診を打ち、無益な戦いをしないボスポラス帝国は和平交渉の席につきそれを受諾する。

### オルヴィエート暴動
講和条約の締結後、ジェラルド・ファルネーゼ大佐は防衛艦隊司令長官（ポデスタ）より更迭され、ボスポラス帝国本国への駐在大使に任命された。この決定はアンブロージオ老人と毒蛇と揶揄されるラ・ガーラを通じて、長兄フィリッポがファルネーゼ家の後継者を敵地にて抹殺されることを望んでの人事だった。ともかく、ジェラルドは命令を了解し、自身の武装家臣アルフォンソ大尉と大使館付武官に任命されたトロメイ大尉とともにボスポラス帝国首星であるスミルナ星系第三惑星アナトリアの星に降り立つ。
市民蜂起
オルヴィエートでは下級市民出身であるベアトリーチェの幼馴染であるルチオ・インザーキが、富裕市民など特に名門豪商（カーセ・グランデ）である特権階級を相手に、下級市民よる暴動を企てていた。
ルチオ・インザーキが起こした市民暴動はレオポルドが派遣した治安局部隊を襲い、また下級市民出身の部隊員も暴動側に寝返るなどが相次ぐ。暴動は拡大化し、抵抗を排除するためにレオポルドは長男フィリッポにファルネーゼ家の武装家臣（ポリエーレ）を動かし、暴動首謀者の捕縛・殺害を指示する。
自らも下級市民出身のベアトリーチェは、家族を助けるためにエレオノーラに内緒で単身実家のある七区へ向かう。それに気づいたエレオノーラも意を決し単身で部屋を飛び出す。その動きは以前〈銀河の涙〉を目的に、エレオノーラに発信機をつけたボスポラス帝国工作員コンラットの知るところとなる。彼もまたオルヴィエートに滞在しており、貧民区である場所にエレオノーラが向かっていることを察し、同僚ナギブとともにエレオノーラを小遣い稼ぎを名目に手助けすることとする。
エレオノーラと工作員であるコンラットとナギブが合流し七区に向かうにつれ、暴徒が彼女らの乗る車に攻撃を仕掛ける。辛くも攻撃をくぐり抜け、七区の一角である五十三番街でベアトリーチェとその家族を見つけ出し救出する。残された父親を救出するために再び七区へ駆けつけるエレオノーラとベアトリーチェの前に治安局員と武装家臣（ポリエーレ）を率いた長兄フィリッポが、首謀者であるルチオ・インザーキを引きずり出すために暴徒の一人であった下級市民を捕縛し、この下級市民を生贄に殺害を宣告する。しかし、ルチオ・インザーキは現れず次々と暴徒が撃ち殺されるなか、四人目の生贄がベアトリーチェの父であった。
行政府襲撃
ルチオ・インザーキは貧民区画で暴動を起こした下級市民たちを囮に、行政府の行政施設や名門豪商（カーセ・グランデ）の商館がある区画を襲撃し、オルヴィエートの電気、水、酸素を供給するライフライン施設を占拠する。政府が市民の殺生与奪を握っていたこれらの切り札を奪い取ろうとしていたのである。国家元首（ドゥーチェ）レオポルドの命により、行政府に帰還していたフィリッポは新たに軍部の指揮権を要求し、レオポルドより委任の了承を得る。
全権委任の権限を盾に、国防軍総司令官であり防衛艦隊司令長官兼任しているヴァッサロ少将を動かし、動かした小艦隊とともにランベルディに乗艦してオルヴィエート・ヴェッキア上空に陣取るのであった。彼は短慮の末にオルヴィエート・ヴェッキアに艦砲射撃を加え、レオポルドを亡き者にしようと画策していたのである。これを看破したエレオノーラは父より元首専用艦であるラオコーンを借り入れ、フィリッポの説得をおこなおうとランベルディにドッキングするのであった。
暴動終息
ランベルディに乗り込んだエレオノーラを捕縛しようと行動をうつしていたフィリッポとその武装家臣団であったが、エレオノーラとともに乗り込んだコンラットによって圧倒される。フィリッポの"錯乱"より解放されたヴァッサロ少将と小艦隊であったが、突如ランベルディの各部が爆発を起こし、宇宙港へと墜落する。コンラットとナギブの工作によりランベルディは爆発を起こしたのだった。
エレオノーラはヘリに乗り、行政府のある中央区画の上空で金をばら撒くという行動をとり、大量の札がにらみ合う暴徒と武装家臣、政府傭兵の頭上に舞い散った。多くの者が銃を放って金に群がり、暴動は収まったのであった。
フィリッポは辛くもランベルディより脱出し、エレオノーラを殺害すべく憤怒し、強化外骨格 (APL) を操縦しエレオノーラに襲いかかる。殺しあう兄妹にむけベアトリーチェは駆け出し、フィリッポの顔にめがけて石の破片を叩きつけ、フィリッポを倒すのであった。

## 艦艇・用語解説

### あ行
アティシュ・ラーレ
シャーシ・ジラール大提督の旗艦。百列艦級の戦闘艦。
アナハイム
中型宇宙船。マリオーネ家によってエレオノーラとジーノのハネムーンのために建造された。
アル・シマク・アル・アザル
小型客船。ラムセス事件の再現である〈宙峡〉の崩壊を防ぐためエレファンティナへ向かえるようエレオノーラが大金をはたいて買った船。ラブラドルの造船企業で建造された最新式で、ホーム・バーに対G機能を持つソファーも付いており、性能は営業担当者からの保証付き。
イル・サント
豪華客船。エレオノーラの手配で、ベアトリーチェの家族を安全な銀河の"向こう側"に送るために家族が乗った船。オルヴィエートの宇宙港出航後、正体不明の一団に乗っ取られる。
オリオン腕
通称"こちら側"。オルヴィエートの本国があり、宇宙を席捲するボスポラス帝国や人類発祥の星地球が存在する。
オルヴィエート・ヴェッキア
オルヴィエート最大の都市。

### か行
カセルタ
鉄甲艦。アスンシオンへ派遣されるジェラルドの親善艦隊の旗艦。就航から四半世紀近くたった老朽艦。
カタルーニャ
百列艦。オルヴィエート攻防戦前に旗艦として想定、新造された艦で、高加速機能や防禦機能のみならず指揮系統の中心としての管制機能も強化してある。ジェラルドの旗艦となる艦のひとつ。
カル
アスンシオンの通貨単位。
犠牲祭（クルバン・バイラム）
アールズー・バシュトゥルク大提督の旗艦。百列艦級の戦闘艦。
銀河の涙
ファルネーゼ家の家宝。〈四次元石〉と呼ばれる宝石で、自然石として結晶化したものが発見されることがめったにない希少な物質。かつては銀河の一角に君臨した白鳥座王国の家宝であったがファルネーゼ家の開祖パルミーロの手に渡り、以降ファルネーゼ家の家宝として伝えられる。
空中庭園「ピンチョ」
オルヴィエートにおける過激なカップルが多いデートスポット。
黒い鷲（アクイラネーラ）
ジェラルド・ファルネーゼがオーナーを務めるオルヴィエート随一の高級ホテル。オーナーであるジェラルドの部屋もあり、その部屋は最新式の情報機器が装備され、軍司令部並みの機能を有する。
高級クラブ「凱旋門」
オルヴィエートにおけるクラブ。ジェラルドが入り浸る場所のひとつ。

### さ行
最高評議会（セナート）
名門豪商である三十六家の当主が評議員席をもつ。
獅子心王（ライオンハーティスト）
ローンセストン軍の百列艦。ドナルド・オブライエン将軍の旗艦。
娼館「黄金宮」
オルヴィエートでも一級品の高級娼婦（コルティジヤーナ）をそろえる。ジェラルド・ファルネーゼが入り浸る場所のひとつ。
掃宙艦
防御専門の護衛艦。艦の側面より対ビーム防御用触手数十本を伸ばし防御磁場を形成して、ビームの威力を無効化もしくは減少させる。

### た行
第二〈宙峡〉
オルヴィエートとエレファンティナをつなぐ〈宙峡〉。
第三〈宙峡〉
オルヴィエートとハシルメル公国をつなぐ〈宙峡〉。
第七〈宙峡〉
オルヴィエートとアスンシオンをつなぐ〈宙峡〉。
タウ王国
かつて銀河に存在した国家。シャーシ・ジラール大提督一族の故国。
大提督（カプタン・パシャ）
ボスポラス帝国の総艦隊司令官。大宰相によって任命され、一個艦隊から複数艦隊を大提督ひとりが指揮し、大提督府と呼ばれる自らの幕僚部を作ることができる。また単なる軍事指揮官以外にも行政担当官や政治家の面もあり、大宰相の代理として対外交渉もこなす。
宙式砲艦
各国における主力戦闘艦。
テクセル
アスンシオンの首都。
鉄甲艦
各国における標準的な大型戦艦だが、火力・防御力はともに〈百列艦〉に劣る。
テルスケーリング
アスンシオン太陽系の第四惑星で首星。
ドゥカーレ宮
オルヴィエートの最高評議会（セナート）が開かれる施設。
ドカーティ
オルヴィエートの通貨単位。銀河経済の基軸通貨でもある。

### な行
嘆きの宙域
銀河のひとつであるオリオン腕ともうひとつの銀河であるペルセウス腕の二つの文明圏をつなぐ長距離〈宙峡〉。両側出入り口ともオルヴィエートが独占管理し、貿易による独占的な利益を生み出している。
ニュー・ユトレヒト市
アスンシオンの地方都市。第二次内乱時に治安部隊による反体制勢力であった市立大学の学生が連行されたことがきっかけで、市民と治安部隊が衝突した。

### は行
パランドケン
ボスポラス帝国の総旗艦で大宰相が乗座する百列艦。
百列艦
火力打撃に優れるボスポラス帝国の超大型戦闘艦。後にオルヴィエートやローンセストンでも建造される。
武装家臣（ポリエーレ）
最高評議会（セナート）に席をもつ名門豪商（カーセ・グランデ）の私兵。
武装護衛官（セグバン・ジエディート）
軍事国家「ボスポラス」の大宰相を護衛する。もとはボスポラスの王政時代に制定された役職で、親衛隊の精鋭から選抜される。
宙峡
ブリッジと呼ばれる宇宙の短縮航行を可能とする不完全航路で、通常航行では恒星間移動で何十年、何百年とかかる距離を一気に短縮させる人類にとって唯一の宇宙旅行の手段。
ペルガモン
ボスポラス帝国の百列艦。エレファンティナ星域における会戦時、途中より帝国の客員提督たるジェラルドの旗艦となる。
ペルセウス腕
通称"向こう側"。オルヴィエートの半分があり、最高評議会（セナート）に席を持つ十人が"向こう側"にいる。

### ま行
名門豪商（カーゼ・グランデ）
最高評議会（セナート）に席をもつ豪商三十六家のこと。商業国家オルヴィエートを支える支配者層であり、ひとりあたりの資産は辺境の惑星国家の国家予算さえ軽くしのぐ。
メスウーディエ
ムスタファ・ケペル大提督の旗艦。百列艦級の戦闘艦。

### や行・ら行・わ行
ラオコーン
オルヴィエート元首専用艦（プロンチーロ）。最新鋭の高速艦。ムスタファ・ケペル大提督のオルヴィエート侵攻時は、レオポルトにより防衛艦隊司令長官（ポデスタ）のジェラルドに一時貸与された。ホーム・バーが備え付けられている。
ラ・プラダ
オルヴィエート防衛艦隊の新造百列艦。第二次アスンシオン内乱時に国家元首（ドゥーチェ）の命により、反体制派支援のアスンシオン遠征にジェラルドに与えられた最新鋭艦の旗艦。
ランベルディ
高性能の鉄甲艦。ムスタファ・ケペル大提督のオルヴィエート侵攻時、途中から防衛艦隊司令長官（ポデスタ）ジェラルドが乗艦した。
リラス
ボスポラスの通貨単位。

## 既刊一覧
- 田中芳樹（原案）・荻野目悠樹（著）・久織ちまき（イラスト） 『野望円舞曲』 徳間書店〈徳間デュアル文庫〉、全10巻
  1. 2000年8月発売、ISBN 4-19-905005-1
  2. 2001年1月発売、ISBN 4-19-905033-7
  3. 2001年6月発売、ISBN 4-19-905059-0
  4. 2001年6月発売、ISBN 4-19-905116-3
  5. 2003年3月発売、ISBN 4-19-905137-6
  6. 2005年6月発売、ISBN 4-19-905151-1
  7. 2007年8月発売、ISBN 978-4-19-905170-8
  8. 2009年12月発売、ISBN 978-4-19-905199-9
  9. 2010年4月発売、ISBN 978-4-19-905201-9
  10. 2010年12月発売、ISBN 978-4-19-905203-3
- 田中芳樹（原案）・荻野目悠樹（著）・久織ちまき（イラスト） 『野望円舞曲外伝―デッドライン23』 徳間書店〈徳間デュアル文庫〉、2002年1月発売、ISBN 4-19-905094-9